# Hans Sobotka
Hans Sobotka (* 20. Dezember 1948 in Gelsenkirchen; † 22. August 2016 in Celle) war ein deutscher Koch.

## Werdegang
Nach der Ausbildung ging Sobotka 1966 zum Hotel Schloss Hugenpoet in Essen, 1970 zum Schloss Berge in Gelsenkirchen. 1981 wechselte er zum Restaurant Clavel in Bordeaux, 1982 zum Hotel Kempinski in Berlin und 1983 zum Palace in Montreux. Nach Stationen in Düsseldorf und München kehrte er 1986 zum Hotel Hugenpoet in Essen zurück. Von 1987 bis 2013 war er in Celle Küchenchef im Endtenfang im Fürstenhof, das zu den Althoff Hotels gehört.
Ende 2013 ging Sobotka in den Ruhestand.

## Auszeichnungen
- 2002, 2003, 2004 bestes Restaurant in Niedersachsen
- 2004, Platz 24 Capital-Rangliste
- 2005, Platz 28 Capital-Rangliste

## Publikationen
- Keine Angst vor großen Köchen oder komplizierten Rezepten (Köche der Althoffkette), Christian Verlag 2005